# Malthonica lyncea
Malthonica lyncea är en spindelart som först beskrevs av Brignoli 1978.  Malthonica lyncea ingår i släktet Malthonica och familjen trattspindlar. Inga underarter finns listade i Catalogue of Life.